# Chilatherina campsi
Chilatherina campsi är en fiskart som först beskrevs av Whitley, 1957.  Chilatherina campsi ingår i släktet Chilatherina och familjen Melanotaeniidae. Inga underarter finns listade i Catalogue of Life.